# Standburn
Standburn est un village dans le Falkirk, en Écosse.